# Tracks and Traces
Tracks and Traces é o terceiro álbum de estúdio do grupo Harmonia.
| Críticas profissionais                                                      | Críticas profissionais |
| Avaliações da crítica                                                       | Avaliações da crítica  |
| Fonte                                                                       | Avaliação              |
| --------------------------------------------------------------------------- | ---------------------- |
| Allmusic                                                                    | [ 2 ]                  |
| Esta tabela precisa de ser acompanhada por texto em prosa. Consulte o guia. |                        |

## Faixas
1. "Vamos Companeros" – 4:32
2. "By The Riverside" – 9:31
3. "Luneburg Heath" – 4:53
4. "Sometimes In Autumn" – 15:49
5. "Weird Dream" – 6:39
6. "Almost" – 5:28
7. "Les Demoiselles" – 3:59
8. "When Shade Was Born" – 1:30
9. "Trace" – 1:31

## Créditos
- Michael Rother – guitarra eletrônica, teclado, bateria eletrônica
- Dieter Moebius – sintetizador, mini harpa
- Hans-Joachim Roedelius –  teclado
- Brian Eno – sintetizador, baixo eletrônico, vocal, letras